# 怀伊河
怀伊河是一條流入切萨皮克湾的河流，怀伊河流域地處美國马里兰州安妮女王縣以及塔爾博特縣。怀伊河的名字來自於英国的威河 。
1998年，以色列总理本雅明·内塔尼亚胡和巴勒斯坦民族权力机构主席亚西尔·阿拉法特在懷伊河附近簽署《怀伊河备忘录》 。